# Sahra Wagenknecht

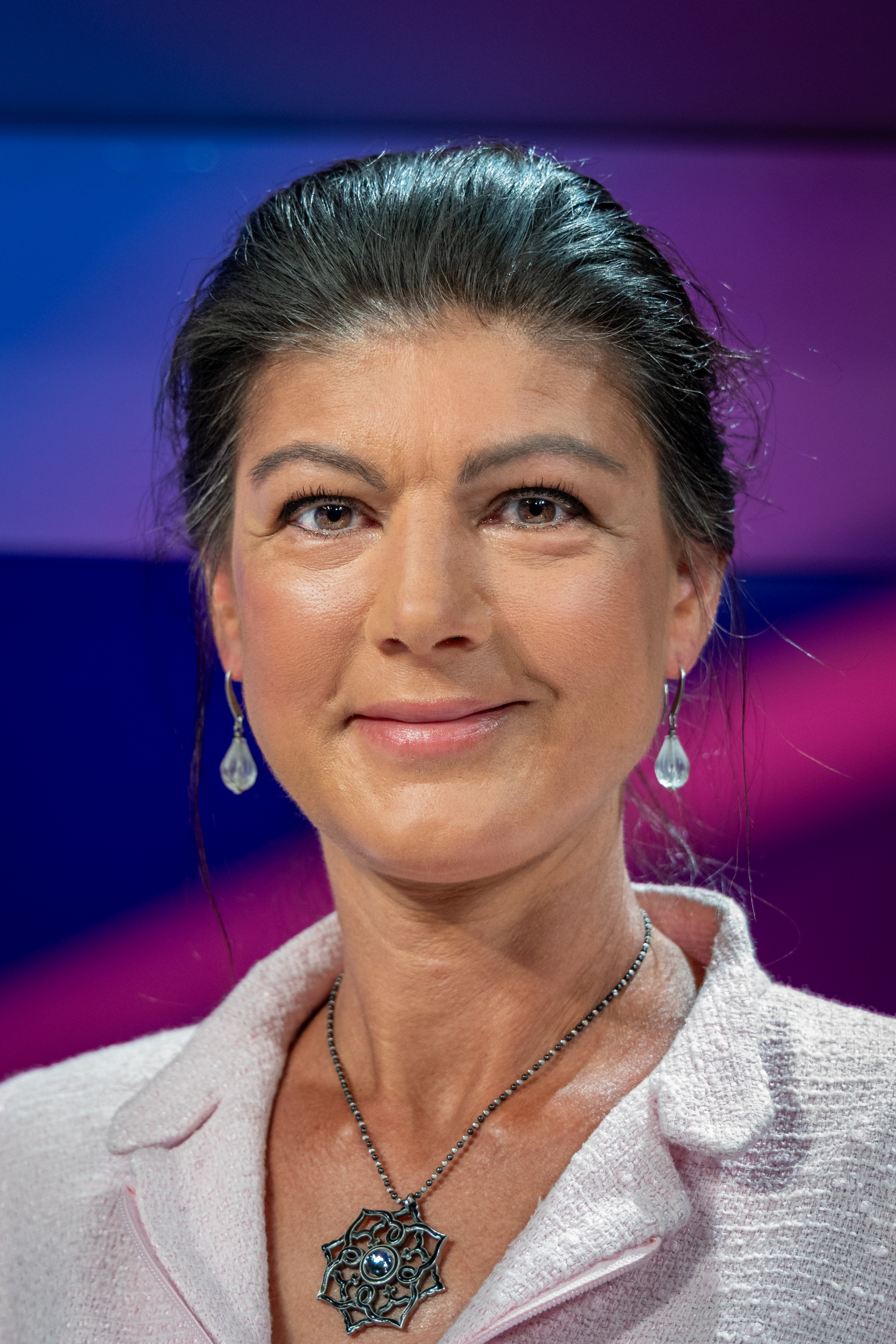
Sahra Wagenknecht (2025)

Sahra Wagenknecht (* 16. Juli 1969 in Jena als Sarah Wagenknecht) ist eine deutsche Politikerin (BSW, zuvor Die Linke, PDS, SED) und Publizistin. Dem Bundesvorstand der PDS gehörte Wagenknecht von 1991 bis 1995 und von 2000 bis zur Vereinigung 2007 mit der WASG an. In der Nachfolgepartei Die Linke konnte sie ihren Einfluss erweitern. Dort galt die lange Zeit als Kommunistin auftretende Wagenknecht als Protagonistin der Kommunistischen Plattform. Von 2004 bis 2009 war sie Mitglied des Europäischen Parlaments und von 2010 bis 2014 eine der stellvertretenden Parteivorsitzenden. Von September 2009 bis März 2025 war Wagenknecht Abgeordnete im Deutschen Bundestag. Dort war sie von 2011 bis 2015 stellvertretende Vorsitzende der Linksfraktion, anschließend bis 2019 mit Dietmar Bartsch Fraktionsvorsitzende und als solche zugleich bis 2017 Oppositionsführerin. Seit der Parteigründung im Januar 2024 ist sie zusammen mit Amira Mohamed Ali Vorsitzende der nach ihr benannten Partei Bündnis Sahra Wagenknecht. Sie war Kanzlerkandidatin des BSW bei der Bundestagswahl 2025, scheiterte mit der Partei jedoch knapp an der 5-Prozent-Hürde.

## Kindheit und Jugend (1969–1990)

### Familie
Sahra Wagenknecht wurde am 16. Juli 1969 in Jena als Tochter eines iranischen Vaters und einer deutschen Mutter geboren. Ihre Mutter, Gudrun Wagenknecht, arbeitete als Kunsthändlerin und Galeristin für den Staatlichen Kunsthandel in der DDR. Wagenknechts Vater hatte sie als West-Berliner Student kennengelernt. Ihren Vater sah Wagenknecht bis zum Alter von ca. drei Jahren regelmäßig, ehe dieser in den Iran zurückkehrte. Ab diesem Zeitpunkt brach der Kontakt ab.
Als sie 2009 zum ersten Mal Bundestagsabgeordnete wurde, änderte sie die amtliche Schreibung ihres Vornamens von Sarah zu Sahra, entsprechend der persischen Schreibweise (صحرا Sahra, DMG ßahrā), die der ursprünglichen Namensgebung der Eltern entsprach.

### Kindheit, Schulzeit und erste politische Tätigkeit
Wagenknecht wuchs zunächst bei ihren Großeltern in Göschwitz, einem Ortsteil von Jena, auf; mit Schulbeginn zog sie zu ihrer Mutter nach Ost-Berlin in die Oderberger Straße im Prenzlauer Berg, die damals an der Berliner Mauer verlief. Während ihrer Schulzeit wurde sie Mitglied der Freien Deutschen Jugend (FDJ) und schloss 1988 die Erweiterte Oberschule (EOS) „Albert Einstein“ in Berlin-Marzahn mit dem Abitur ab. Die in der DDR übliche vormilitärische Ausbildung für Schüler empfand sie nach eigener Aussage als extrem belastend: Sie konnte nichts mehr essen, was ihr von den Behörden als politischer Hungerstreik ausgelegt wurde. Trotz ihrer guten Noten durfte sie nicht studieren. Sie sollte lernen, im Kollektiv zu arbeiten, und erhielt eine Arbeitsstelle als Sekretärin an der Humboldt-Universität zu Berlin zugewiesen, die sie nach zwei Monaten kündigte. Ohne staatliche Unterstützung erteilte Wagenknecht nun Nachhilfestunden in Russisch. In dieser Zeit las sie philosophische Werke, vor allem von Georg Wilhelm Friedrich Hegel. Im Frühsommer 1989 trat sie der SED bei, um nach eigenen Angaben den in der Sackgasse steckenden Sozialismus umzugestalten und Opportunisten entgegenzutreten. Die gleichzeitige Wende und friedliche Revolution in der DDR betrachtete und bezeichnete sie als Konterrevolution.

## Studium und Promotion (1990–2012)
Nach der politischen Wende in der DDR studierte sie ab dem Sommersemester 1990 Philosophie und Neuere Deutsche Literatur an der Friedrich-Schiller-Universität Jena und der Humboldt-Universität zu Berlin. Ihr Studium in Berlin brach sie nach Angaben der Wirtschaftswoche ab, da sie „an der Ostberliner Humboldt-Universität kein Verständnis mehr für ihr Forschungsziel fand“. Danach immatrikulierte sie sich an der niederländischen Reichsuniversität Groningen (RUG) für den Studiengang Philosophie. Nach eigenen Angaben hatte sie zuvor alle Scheine bis auf die Abschlussarbeit in Berlin gemacht und erwarb im September 1996 in Groningen den akademischen Grad Magistra Artium (M. A.) mit einer Arbeit bei Hans Heinz Holz über die Hegel-Rezeption des jungen Karl Marx. Diese Untersuchung wurde 1997 als Buch veröffentlicht.
Nach eigenen Angaben begann sie 2005 ihre Dissertation zum Thema The Limits of Choice. Saving Decisions and Basic Needs in Developed Countries („Die Grenzen der Wahlfreiheit. Sparentscheidungen und Grundbedürfnisse in entwickelten Ländern“) im Fach Volkswirtschaftslehre. Im August 2012 reichte sie ihre Arbeit an der Technischen Universität Chemnitz beim Professor für Mikroökonomie Fritz Helmedag ein. Zwei Monate später bestand sie ihre mündliche Prüfung zur Dr. rer. pol. mit der Gesamtbewertung magna cum laude. Im Oktober 2013 veröffentlichte der Campus-Verlag ihre Doktorarbeit.

## Parteikarriere PDS/Die Linke (1991–2023)
Ab 1991 war Wagenknecht Mitglied des Parteivorstandes der PDS.
Laut ihrem Weggefährten Gregor Gysi stach Wagenknecht Mitte der 1990er Jahre mit ihrer „Präsenz“ heraus, weil sie „trotz ihrer Jugend nicht modern, sondern eher konservativ“ wirkte, ihre Reden ankamen und sie völlig anders gekleidet war als alle anderen. „Da war nun diese junge Frau, die unbedingt das Alte [die DDR] wiederhaben wollte.“ Wagenknecht stellte sich in den 1990er Jahren gegen Gysis Reformkurs in der PDS. Zwischen 1995 und 2000 musste Wagenknecht für fünf Jahre aus dem Vorstand ausscheiden, weil Gregor Gysi sie für so untragbar hielt, dass er mit seinem Rückzug gedroht hatte. Von 1991 bis 2010 war Wagenknecht Mitglied der Leitung der vom Bundesamt für Verfassungsschutz als linksextremistisch eingestuften Kommunistischen Plattform (KPF), eines Zusammenschlusses orthodox-kommunistisch orientierter Mitglieder und Sympathisanten innerhalb der Partei, und blieb dies auch nach der Verschmelzung von WASG und PDS. Ihre damals vertretene „positive Haltung zum Stalinismusmodell“ bewertete der Parteivorstand als unvereinbar mit den Positionen der PDS.
Im Jahre 2000 wurde sie erneut in den Parteivorstand der PDS gewählt. Nach Einschätzung Gregor Gysis war sie Gegnerin eines Zusammenschlusses der PDS mit der neugegründeten WASG, deren Spitzenmann Oskar Lafontaine, ihren späteren Ehemann, sie verächtlich als „Sozialdemokraten“ bezeichnete. Im März 2006 gehörte sie zu den Initiatoren der Antikapitalistischen Linken, einer gemeinsamen Gruppierung aus Mitgliedern der WASG und der Linkspartei. Von Juni 2007 bis Mai 2014 war Wagenknecht Mitglied des Parteivorstandes der Partei Die Linke sowie von Oktober 2007 bis Juli 2010 Mitglied der Programmkommission. Ihren innerparteilichen Vorstoß, als Vizevorsitzende der Linken beim ersten Parteitag der fusionierten Partei im Mai 2008 zu kandidieren, beendete sie nach der Ablehnung durch den Parteivorsitzenden Lothar Bisky sowie durch Gregor Gysi und verzichtete öffentlich auf diese Kandidatur. Sie wurde auf dem Parteitag mit 70 Prozent der Stimmen erneut in den Parteivorstand gewählt. Auf Vorschlag Gysis und des Parteivorstands wurde sie dann auf dem Bundesparteitag der Linken Anfang Mai 2010 mit 75,3 Prozent der Stimmen zur stellvertretenden Parteivorsitzenden gewählt. Diese Position hatte sie bis Mai 2014 inne.
In den Folgejahren wurde Wagenknecht innerhalb ihrer Partei mehr und mehr zu einer polarisierenden Person und stellte sich häufig gegen die Parteilinie. Andererseits wurde ihr stets auch ein hoher Einfluss zugerechnet, da sie durch ihre häufigen öffentlichen Auftritte als ein „Gesicht der Partei Die Linke“ galt. Mehrere parteiinterne Kritiker beantragten im Juni 2021 ein Parteiausschlussverfahren gegen sie mit der Begründung, sie habe der Partei mit dem Buch Die Selbstgerechten „schweren Schaden“ zugefügt. Die Parteiführung kritisierte jedoch den Antrag, und auch der nordrhein-westfälische Landesvorstand stellte sich hinter sie. Die Landesschiedskommission Nordrhein-Westfalen lehnte die Anträge auf Parteiausschluss im September 2021 einstimmig ab. Eine hiergegen gerichtete Beschwerde wies die Bundesschiedskommission der Linken im Mai 2022 zurück.
Aus dem Bundesparteitag in Erfurt im Juni 2022, den Wagenknecht zuvor als „vielleicht letzte Chance“ für die Linkspartei bezeichnete, ging ihr Lager geschwächt hervor, da sich die von ihr unterstützten Anträge und Personalien nicht durchsetzen konnten. Ihre Aussagen zum Russland-Ukraine-Krieg führten innerhalb der Linkspartei zu weiteren Distanzierungen bei Parteimitgliedern, zu einem offenen Protestbrief an Parteivorstand und Bundestagsfraktion mit hunderten Unterstützern sowie zum Teil zu Parteiaustritten. Im Nachgang des Bundesparteitags sowie erneut im Herbst 2022 machte sie öffentlich Andeutungen über eine mögliche Gründung einer neuen Partei. Oskar Lafontaine, mit dem sie seit 2014 verheiratet ist, war im März 2022 aus der Linkspartei ausgetreten. Im Oktober 2022 erklärte mehr als die Hälfte des Vorstands von Die Linke Nordrhein-Westfalen, der Wagenknecht zuvor zu Bundestagswahlen immer auf ihre Landesliste gesetzt hatte, aus Solidarität mit ihr und aus Protest gegen die Parteispitze, sich nicht im selben Monat zur Wiederwahl zu stellen. Als Wagenknecht dagegen im November 2022 vom Linken-Bundestagsabgeordneten Christian Leye nach Duisburg eingeladen wurde, trat als Reaktion die Hälfte des Duisburger Kreisvorstands zurück.
Am 10. Juni 2023 forderte der Parteivorstand der Linken Wagenknecht auf, ihr Mandat im Bundestag mit sofortiger Wirkung niederzulegen, da sie im Rahmen ihres Bundestagsmandats parteischädigende Strukturen aufbaue. Eine bindende Wirkung hatte dieser Beschluss aber nicht, da Wagenknecht als Abgeordnete des Bundestages ein freies Mandat gemäß Art. 38 Abs. 1 Satz 2 Grundgesetz (GG) innehat, nur ihrem Gewissen verpflichtet und keinerlei Weisungen unterworfen ist.
Am 9. Oktober 2023 reichten 50 Mitglieder der Linkspartei einen neuen Antrag auf Parteiausschluss gegen Sahra Wagenknecht bei der Landesschiedskommission Nordrhein-Westfalen ein, da sie aktiv die Gründung einer eigenen Partei vorantreibe.

## Parteikarriere Bündnis Sahra Wagenknecht (seit 2024)
Am 23. Oktober 2023 gab Wagenknecht mit der Vorstellung des Vereins BSW – Vernunft und Gerechtigkeit ihren Austritt aus der Partei Die Linke bekannt. Wagenknecht wurde am 8. Januar 2024 gemeinsam mit Amira Mohamed Ali Vorsitzende der neugegründeten Partei BSW, die aus dem Verein hervorging. Die Partei ist durch Übertritte von Mandatsträgern im 20. Deutschen Bundestag sowie in drei weiteren Landesparlamenten vertreten, während sie 2024 ins Europäische Parlament und in die Landtage von Sachsen, Thüringen und Brandenburg gewählt wurde.
Für die vorgezogene Bundestagswahl 2025 war Wagenknecht die Kanzlerkandidatin ihrer Partei und kandidierte auf dem ersten Platz der Landesliste des BSW Nordrhein-Westfalen. Anders als die Spitzenkandidaten aller übrigen im Bundestag vertretenen Parteien stellte sie sich jedoch in keinem Wahlkreis als Kandidatin zur Wahl. Das BSW schaffte aber mit 4,98 Prozent nicht den Einzug in den Bundestag, so dass auch Sahra Wagenknecht ihr Bundestagsmandat verlor.

## Abgeordnete (2004–2025)
Zur Bundestagswahl 1998 trat Wagenknecht in Dortmund als Direktkandidatin der PDS an. Sie errang in ihrem Wahlkreis 3,25 % der Erststimmen. Die PDS erhielt 2,2 % der Zweitstimmen.

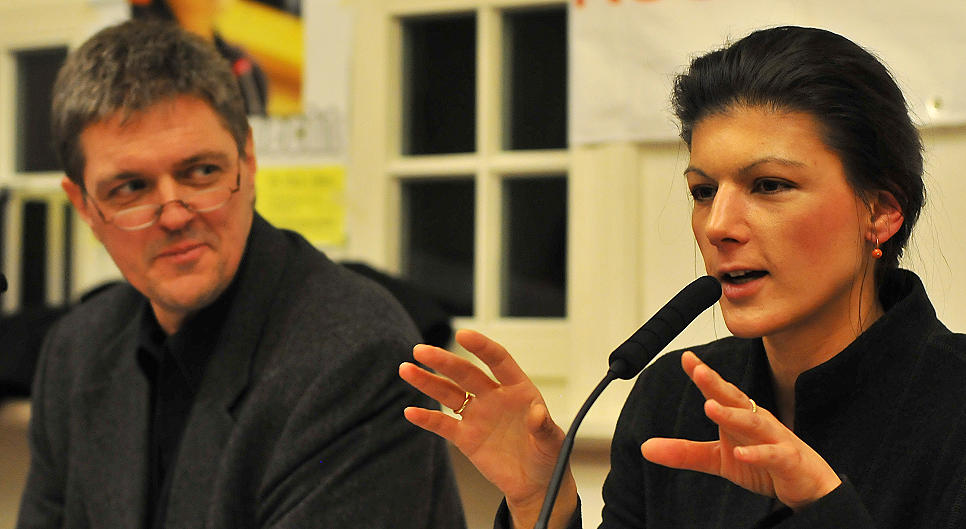
Wagenknecht (rechts) und Meinhard Meuche-Mäker im Jahr 2009

Nach der Europawahl in Deutschland 2004 zog Wagenknecht ins Europaparlament ein. Vorausgegangen war eine parteiinterne Kampfabstimmung. Nach der Europawahl im Juni 2009 schied sie aus dem Europaparlament aus. Bei der Bundestagswahl 2009 kandidierte sie für das Direktmandat im Wahlkreis Düsseldorf-Süd und wurde dafür am 18. März 2009 vom Kreisverband der Linken in Düsseldorf nominiert. Wagenknecht wurde vom Landesparteitag auf Platz 5 der Landesliste in Nordrhein-Westfalen gewählt. Sie erhielt am 27. September 2009 9,7 % der Erststimmen. Über die Landesliste zog sie in den Bundestag ein.
Am 8. November 2011 wurde sie mit 61,8 % der Stimmen zu einer von zwei ersten stellvertretenden Vorsitzenden der Bundestagsfraktion gewählt. Im Januar 2012 wurde bekannt, dass Wagenknecht als eine von 27 Bundestagsabgeordneten der Linken unter Beobachtung durch das Bundesamt für Verfassungsschutz stand. Im Jahre 2013 trat sie im Bundestagswahlkreis Düsseldorf II an, erreichte mit 9,1 % den dritten Platz und gelangte über Platz 1 der Landesliste NRW in den Bundestag.

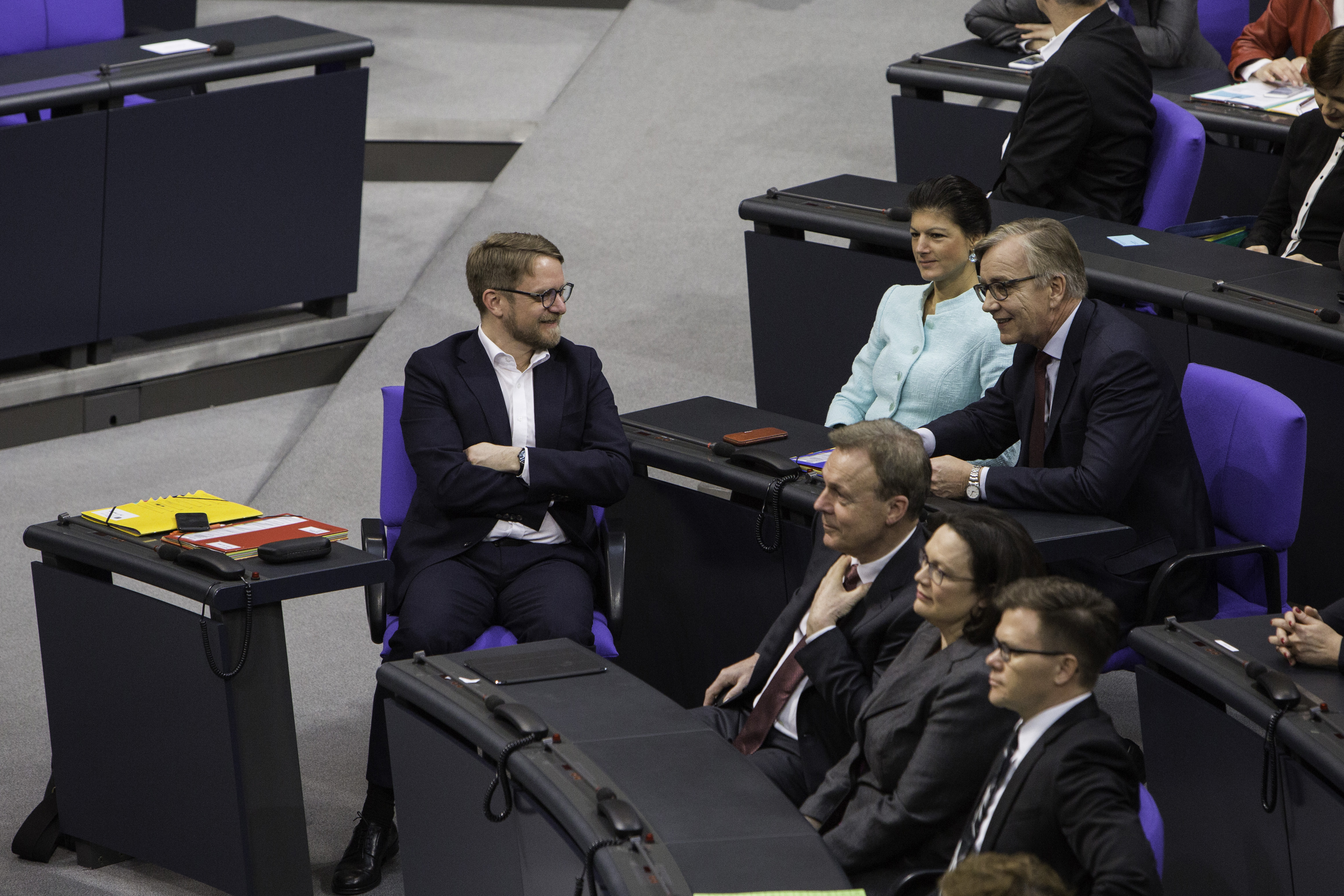
Wagenknecht im Jahr 2018 im Bundestag neben Dietmar Bartsch, die beide die Doppelspitze der Linksfraktion bildeten

Nachdem der amtierende Fraktionsvorsitzende Gregor Gysi am 7. Juni 2015 auf dem Bundesparteitag der Linken in Bielefeld seinen Rückzug von diesem Amt zum Herbst des Jahres angekündigt hatte, erklärte sich Wagenknecht, trotz vorheriger Ankündigung, nicht mehr kandidieren zu wollen, bereit, gemeinsam mit Dietmar Bartsch in einer Doppelspitze Gysis Nachfolge anzutreten. Am 13. Oktober 2015 lösten Wagenknecht und Bartsch Gysi im Fraktionsvorsitz ab und fungierten bis zum 23. Oktober 2017 gemeinsam als Oppositionsführer in der 18. Legislaturperiode des Deutschen Bundestages. 2017 trat sie erneut im Bundestagswahlkreis Düsseldorf II an, erreichte mit 13,0 % wieder den dritten Platz und kam wieder über Platz 1 der Landesliste Nordrhein-Westfalen in den Bundestag. Seit der Konstituierung des 19. Bundestags führten sie dessen Linksfraktion weiter an, verloren jedoch die Oppositionsführerschaft an die AfD. Wagenknecht war im 19. Deutschen Bundestag stellvertretendes Mitglied im Finanzausschuss sowie im Ausschuss für Wirtschaft und Energie.
Im März 2019 kündigte Wagenknecht an, sich aus gesundheitlichen Gründen sowohl aus den Führungsgremien der Bewegung Aufstehen zurückzuziehen als auch im Herbst nicht mehr für den Fraktionsvorsitz der Linksfraktion im Bundestag zu kandidieren. In verschiedenen Interviews gab sie als Begründung einen Burnout an. Am 12. November 2019 schied sie als Fraktionsvorsitzende aus dem Amt. Ihre Nachfolgerin wurde Amira Mohamed Ali.
Im Januar 2021 nominierte der Landesvorstand der Linkspartei von Nordrhein-Westfalen Wagenknecht für Platz 1 der Landesliste, die damit wieder für die Bundestagswahl im September 2021 kandidierte. Mehrere Vorstandsmitglieder der Linken aus anderen Bundesländern forderten sie in Anbetracht ihres Buches Die Selbstgerechten auf, von der Kandidatur abzusehen. Den parteiinternen Kritikern zufolge verunglimpft Wagenknecht in jenem Buch Bewegungen wie Unteilbar, Black Lives Matter oder Fridays for Future als „selbstgerecht“ und agiert konträr zur eigenen Partei. Trotz der Kritik wurde Wagenknecht in einer darauf folgenden Kampfabstimmung mit 61 % der Stimmen zur Spitzenkandidatin der Linken in Nordrhein-Westfalen bestimmt.
Bei der Bundestagswahl 2021 erhielt sie über die Landesliste erneut ein Abgeordnetenmandat. Aufgrund ihrer kontroversen Aussagen zum Russland-Ukraine-Krieg in ihren Reden als Abgeordnete mehrten sich Stimmen aus der Partei (z. B. durch den Landesverband Schleswig-Holstein), Wagenknecht aus der Bundestagsfraktion der Linken auszuschließen. Als Reaktion auf die Aussagen beschloss die Fraktion, dass die Redezeit von Abgeordneten, die eine von der Parteilinie abweichende Position vertreten, durch Fraktionsvorsitzende begrenzt werden kann. Wagenknechts Unterstützer waren in der Bundestagsfraktion gegenüber ihren Kritikern in der Minderheit. Wagenknecht zählte laut Berichten im März 2023 in der 20. Legislaturperiode des deutschen Bundestags zu den Abgeordneten, die am häufigsten bei Sitzungen und namentlichen Abstimmungen fehlten. Gleichzeitig zählt sie zu den Abgeordneten mit den höchsten Nebeneinkünften im deutschen Bundestag. Bis Ende des Jahres 2022 betrugen diese 792.961,43 Euro, vornehmlich eingenommen durch Buchveröffentlichungen und bezahlte Vorträge.
Obwohl Gysi und Wagenknecht gemeinsame Positionen für die Linke erarbeitet hatten, um Wagenknecht in der Linkspartei zu halten, kam es im Februar 2023 nach Aussage von Gysi zum Bruch zwischen Wagenknecht und den Vorsitzenden Janine Wissler und Martin Schirdewan. Grund war, dass diese eine Demonstration von Wagenknecht und Alice Schwarzer, die diese vor dem Hintergrund des Russisch-Ukrainischen Krieges organisiert hatten, nicht ausreichend unterstützten, da sie befürchteten, dass zu der Demonstration auch Rechtsextreme kommen, was dann auch teilweise geschah.
Anfang März 2023 gab Wagenknecht bekannt, nicht erneut für Die Linke anzutreten. Am 23. Oktober 2023 gab sie zusammen mit neun weiteren Bundestagsabgeordneten ihren Austritt aus der Linkspartei bekannt. Sie stellte den Verein Bündnis Sahra Wagenknecht – Vernunft und Gerechtigkeit vor und gab bekannt, dass sie und ihre Vereinskollegen eine Parteigründung für das Jahr 2024 vorbereiten und bei zukünftigen Wahlen antreten wollen. Mitte Dezember 2023 wurde die Gruppe BSW im Bundestag mit Sahra Wagenknecht als Vorsitzende konstituiert; die Anerkennung durch den Bundestag erfolgte am 2. Februar 2024. Bei der Bundestagswahl 2025 verpasste das BSW die 5%-Hürde. Wagenknecht schied damit aus dem Bundestag aus.

## Außerparteiliche Tätigkeiten

### Publizistische Tätigkeiten
Von August 2012 bis August 2014 war Sahra Wagenknecht für die Kolumne Der Krisenstab als Autorin für die deutsche Tageszeitung Neues Deutschland aktiv.
Seit 2019 betreibt Wagenknecht einen eigenen YouTube-Kanal, auf dem sie regelmäßig Videos über aktuelle politische Themen veröffentlicht, vor allem im Format Wagenknechts Wochenschau. Der Kanal hat über 664.000 Abonnenten.

### SammlungsbewegungAufstehen

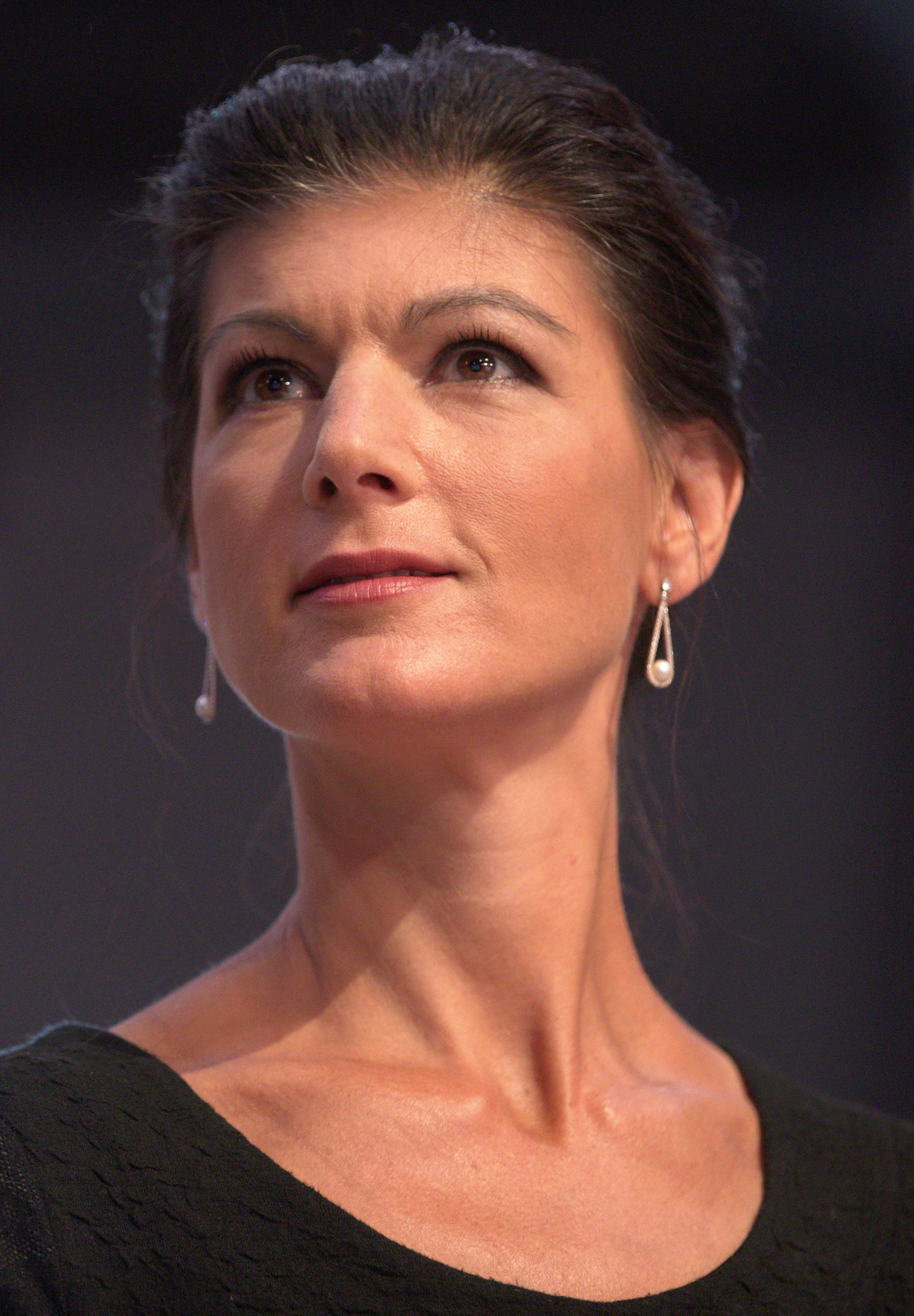
Sahra Wagenknecht, 2018

Gemeinsam mit Oskar Lafontaine griff Wagenknecht 2018 den Vorschlag zur Gründung einer linken Sammlungsbewegung auf, einer überparteilichen Initiative, die die zerstreute Linke zusammenführen und ihr eine neue gesellschaftspolitische Dominanz verschaffen soll. Der 4. August 2018 war Startdatum der Internetseite der Bewegung aufstehen, die offiziell Anfang September begann.
Wagenknecht bezeichnete Ende November 2018 die französische Gelbwestenbewegung als Vorbild für Deutschland. Sie empfinde es als richtig, dass Menschen sich wehren, wenn Politik ihre Lebensbedingungen wahrnehmbar verschlechtert. Dass rechte Kräfte versuchten, den Protest zu vereinnahmen, und der Protest durch Gewalt unterlaufen würde, bedauere sie. Parteichef Bernd Riexinger warnte daraufhin vor dem „Potenzial Ultrarechter in den Reihen der Bewegung“. Wagenknecht rief wenig später, in gelber Weste vor dem Kanzleramt stehend, zu Protesten auf. Bei der ersten deutschen Gelbwesten-Kundgebung versammelten sich nach Polizeiangaben lediglich rund 100 Teilnehmer. Der Soziologe und langjährige Attac-Beirat Dieter Rucht sah für eine Kopie der Bewegung in Deutschland kaum Potenzial. Bereits 2019 galt das Projekt als gescheitert.

## Politische Positionen

### Wirtschaftspolitik
In den 90er Jahren vertrat Wagenknecht laut ihrem Weggefährten Gregor Gysi kommunistische Thesen wie die von Walter Ulbricht, bevor sie laut Gysi die Positionen von Ludwig Erhard „für sich entdeckt“ habe.
Wagenknecht forderte im Jahr 2000 eine Überwindung der kapitalistischen Produktionsverhältnisse. In einem Artikel des Ressorts „Lebensart“ von Zeit Online protokollierte Marc Kayser einen „Traum“ Wagenknechts von einer Begegnung mit einem Zeitreisenden, der Grundzüge einer „anderen Gesellschaft“ beschreibt. Eine Rückkehr zum Sozialismus der DDR lehnt Wagenknecht jedoch ab. Nach ihrer Ansicht sollen Leistungen der Daseinsvorsorge wie Wohnen, Bildung, Gesundheit, Wasser- und Energieversorgung, Banken und Schlüsselindustrien durch die öffentliche Hand getragen werden, um „das Diktat der Rendite und der Aktienkurse“ zu überwinden. Wagenknecht sieht auf der Basis des Grundgesetzes, besonders Artikel 14 Abs. 2 und 3 und Artikel 15, auch Möglichkeiten für eine andere Wirtschaftsordnung jenseits des Kapitalismus. Wagenknecht gehörte innerhalb der Linkspartei lange Zeit, bis 2010, zur Antikapitalistischen Linken und zur Kommunistischen Plattform, wo sie auch Mitglied im Bundeskoordinierungsrat war.
Für die Wirtschaftspolitik der Staaten Kuba und Venezuela zeigte Wagenknecht Verständnis. Über eine Presseerklärung von 2006 ließ sie mitteilen, „dass die andauernde Existenz des kubanischen Systems einen Hoffnungsschimmer für diejenigen in der sogenannten Dritten Welt bedeutet, die die Verlierer einer markt- und profitorientierten globalisierten Welt sind“. Ebenso verteidigte sie 2008 die vom venezolanischen Präsidenten Hugo Chávez beschlossene Verstaatlichung der Ölförderanlagen des US-Konzerns ExxonMobil.
Wagenknecht selbst bezeichnete ihre Vorstellung einer neuen Wirtschaftspolitik in ihrem 2013 erschienenen Buch Freiheit statt Kapitalismus als „kreativen Sozialismus“. Sie meine damit eine „Marktwirtschaft ohne Kapitalismus“ und einen „Sozialismus ohne Planwirtschaft“ und grenzte sich vom Kommunismus ab. Tatsächlich berief sich Wagenknecht auf Vordenker des Ordoliberalismus, deren Ideen sonst eher in der FDP vertreten werden. Wagenknecht schlug etwa 2013 in der Finanzkrise und Eurokrise einen Schuldenschnitt und gewisse darauf folgende Maßnahmen vor, um die Euro-Krise zu beenden, gleichzeitig Wirtschaftswachstum zu generieren und die Finanzmärkte zu regulieren. Christian Rickens nannte dies „in seinem Kern erzliberal“. SPIEGEL-Redakteur Hauke Janssen sah 2013 deutliche Unterschiede in der Argumentation von Wagenknecht und der ordoliberalen Theorie, etwa bei den Themen Lohnsteigerung und Arbeitslosigkeit; Wagenknecht vereinnahme Ludwig Erhard „zu unrecht“.

### Sozialpolitik
Wagenknecht fordert „eine soziale Absicherung, die die Menschenwürde garantiert“. Dafür sollten „die Hartz-IV-Regelsätze [für 2017] auf 560 Euro monatlich erhöht und demütigende Drangsalierungen abgeschafft werden“. Die aktuellen Zumutbarkeitsregeln seien nicht mit dem Grundgesetz zu vereinbaren. „Das Hartz-System [müsse] überwunden werden, um nicht noch mehr Menschen einem Teufelskreis aus Entrechtung und Verarmung auszusetzen.“ Eine „ordentliche Arbeitslosenversicherung“ müsse so lange vor dem sozialen Absturz schützen, „bis der Betreffende einen neuen Arbeitsplatz gefunden hat“.
In den 2010er Jahren kritisierte Wagenknecht die Kompromisse der Linkspartei bei den Regierungsbeteiligungen in den Ländern wie das Kürzen sozialer Leistungen und die Privatisierungen in Berlin und lehnte den „Schmusekurs gegenüber Rot-Grün“ der Linkspartei aufgrund der „tiefen politischen Differenz“ mit der SPD und Rot-Grün ab.
Die Riester-Rente betrachtet sie als gescheitert. Das sei zwar weithin Konsens, doch es fehle „der politische Mut, sie abzuwickeln und dafür die gesetzliche Rente zu stärken“. Sie fordert, das Rentenniveau wieder auf 53 % zu erhöhen und das Renteneintrittsalter wieder auf 65 Jahre zu senken. Zur Finanzierung sollten auch Beamte und Selbständige in die gesetzliche Rentenversicherung einbezogen werden. Die Rentenversicherung Österreichs gilt ihr als Beispiel einer möglichen Alternative für Deutschland.

### Familienpolitik
Anfang Juni 2015 unterzeichnete Wagenknecht zusammen mit 150 weiteren Prominenten aus Kultur und Politik einen offenen Brief an die Bundeskanzlerin, in dem die Gleichstellung gleichgeschlechtlicher Lebenspartnerschaften gegenüber der zweigeschlechtlichen Ehe gefordert wurde. Im Jahre 2017 befürwortete Wagenknecht die Ehe für alle.

### Einwanderungspolitik
Wagenknecht ist gegen die Forderung vieler Mitglieder der Linkspartei nach offenen Grenzen. Dies nutze ihrer Meinung nach nur den Eliten in den Industrieländern, die durch eine dadurch zunehmende Arbeitsmigration von „Dumpinglöhnen“ profitierten. Eine große Mehrheit profitiere davon nicht und solle vor derartigen Niedriglöhnen geschützt werden. Auch den Ländern, in denen es zu Abwanderung komme, schade es: „Denn es sind meist Menschen mit besserer Ausbildung aus der Mittelschicht, die abwandern.“

### Flüchtlingspolitik und Verhältnis zur AfD
Wagenknecht wies im Januar 2016 auf „Kapazitätsgrenzen“ und „Grenzen der Aufnahmebereitschaft in der Bevölkerung“ hin, wofür sie von Teilen ihrer Partei kritisiert wurde. In einem Interview im März 2016 sagte sie dazu:

„Dass es Grenzen der Aufnahmebereitschaft in der Bevölkerung gibt, ist eine Tatsache, und dass Kapazitäten nicht unbegrenzt sind, auch. Das festzustellen ist weder links noch rechts, sondern eine Banalität.“

Weiter kritisierte sie die Flüchtlingspolitik der Bundeskanzlerin Angela Merkel als „planlos“, sie habe in Deutschland zu einem „völligen Staatsversagen“ geführt, „auf sozialem Gebiet ebenso wie auf dem der inneren Sicherheit“. Sie forderte eine stärkere Unterstützung des Bundes für die Länder und Kommunen, die den Großteil der Kosten für Flüchtlinge selbst tragen würden und an anderer Stelle kürzen müssten. Wagenknecht warnte davor, „die Armen gegen die Ärmsten auszuspielen“, und nannte als Beispiel drohende Nahrungsengpässe bei der Tafel.
Wagenknecht bezeichnete die Fluchtursachenbekämpfung der Bundesregierung als „unglaubwürdig“, da Deutschland Waffen in Spannungsgebiete exportiere und Drohneneinsätze der USA „mit logistischer Unterstützung aus Deutschland“ geflogen würden. Die Außenpolitik Merkels in Form einer Unterstützung der „Ölkriege der USA und ihrer Verbündeten“ seien der Grund für die Existenz und Stärke des Islamischen Staates.
Nach den sexuellen Übergriffen in Köln Anfang 2016 äußerte Wagenknecht: „Wer sein Gastrecht missbraucht, der hat sein Gastrecht eben auch verwirkt“ und wurde dafür in ihrer Partei und Fraktion großteils kritisiert: Das Recht auf Asyl sei nicht verwirkbar. Lob kam hingegen von der AfD.
Auf dem Parteitag der Linken am 28. Mai 2016 wurde Wagenknecht von Aktivisten der „Antifaschistischen Initiative Torten für Menschenfeinde“ mit einer Torte beworfen. Die Aktivisten rechtfertigten ihre Aktion damit, dass Wagenknecht wie die AfD „den ‚Volkszorn‘ in politische Forderungen“ übersetze. Ihre Parteikollegen verurteilten den Angriff und wiesen die Anschuldigungen zurück. Gegen die am Tortenwurf beteiligten Aktivisten wurde Anzeige erstattet.
Weitere Kritik erntete Wagenknecht Anfang Oktober 2016 für ihr gemeinsames Interview mit der AfD-Vorsitzenden Frauke Petry, bei dem sich – trotz Abgrenzungsversuchen Wagenknechts – Übereinstimmungen in der Europa- und Flüchtlingspolitik gezeigt hätten. Auch die Frankfurter Allgemeine Sonntagszeitung als Veranstalterin schrieb, die beiden seien „oft näher beieinander als gedacht“. Der taz-Redakteurin Ulrike Herrmann, die es als „rechtes Konsensgespräch“ bezeichnet hatte, wurde daraufhin von Wagenknechts Ehemann Oskar Lafontaine „rechter Schmieren-Journalismus“ einer „neoliberalen Kampfpresse“ vorgeworfen. CDU-Generalsekretär Peter Tauber bezeichnete aufgrund des Interviews Sahra Wagenknecht und Frauke Petry als „das doppelte Lottchen des Populismus in Deutschland“.

Nach den Anschlägen von Würzburg und Ansbach im Sommer 2016 stellte Wagenknecht einen Zusammenhang zur mangelnden Kontrolle bei der Aufnahme von Flüchtlingen her und positionierte sich erneut gegen die Flüchtlingspolitik der Bundesregierung. Für ihre Äußerungen erhielt sie erneut teils heftige Kritik aus der eigenen Partei. Der Abgeordnete Jan van Aken warf Wagenknecht vor, mit falschen Behauptungen zu argumentieren. Wagenknechts Äußerungen seien nicht mit ihrem Amt als Fraktionsvorsitzende der Linksfraktion im Bundestag vereinbar. Er forderte ihren Rücktritt. Auch nachdem Wagenknecht ihre Thesen nach erster Kritik relativierte, reagierte ihre Partei mit deutlicher Ablehnung. Ihre Bekundungen sind laut Bernd Riexinger „natürlich nicht akzeptabel“. Sie wurden in einem Teil der Presse mit denen der AfD verglichen. 

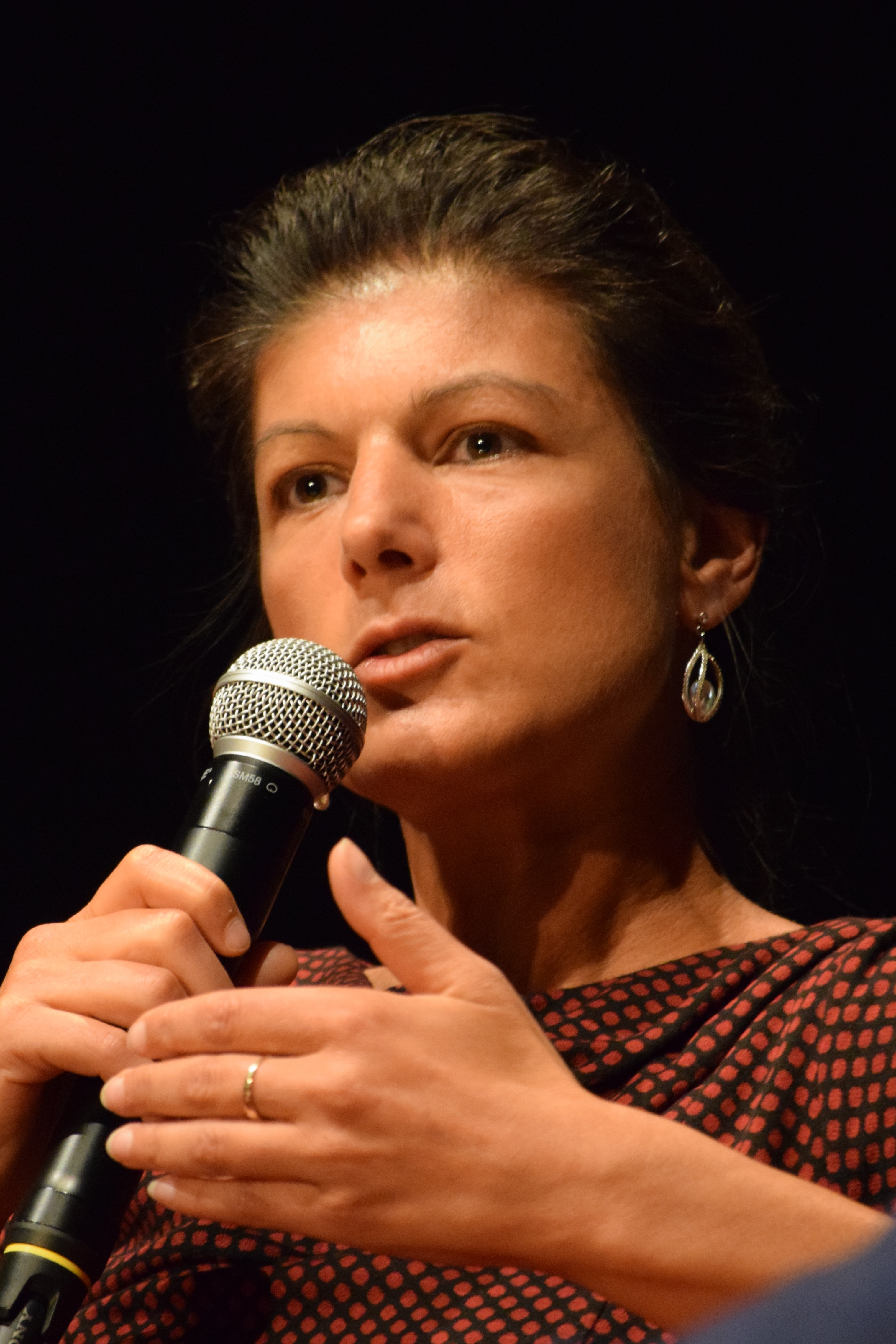
Wagenknecht im Jahr 2017

Im Januar 2017 gab Wagenknecht in einem umstrittenen stern-Interview Angela Merkel durch ihre Grenzöffnung für Flüchtlinge sowie durch den Sparkurs bei der Polizei eine „Mitverantwortung“ an dem Terroranschlag von Berlin. Beobachter warfen ihr daraufhin zum wiederholten Male eine ideologische Nähe zur AfD vor.
In ihrer Rede im Bundestag am 18. März 2025 erhob Wagenknecht den Vorwurf, Union und SPD würden die AfD stärker machen, da sie mit dieser nicht reden wollten.  Im Juli des gleichen Jahres sprach sie sich für das Einreißen der sogenannten „Brandmauer“ und für Gespräche mit der AfD aus. Auf Landesebene in Thüringen hätte man schon Gemeinsamkeiten ausgelotet. Björn Höcke zeigte sich ob dieser Äußerungen erfreut.
Nach der Einstufung der AfD durch das Bundesamt für Verfassungsschutz als gesichert rechtsextrem sagte Wagenknecht Anfang Mai 2025, es sei „Tatsache [...], dass die Parteien der selbsternannten ‚demokratischen Mitte‘ seit Jahren einen autoritären Umbau unserer Gesellschaft vorantreiben, die freie Meinungsäußerung einschränken, unliebsame politische Kräfte mit undemokratischen Mitteln bekämpfen und massiven Konformitätsdruck erzeugen“. Der Streit über die Neuauszählung der Stimmen der Bundestagswahl 2025 nach dem knappen Scheitern des BSW gehöre ebenso „in den gleichen Kontext der Erosion von Rechtsstaatlichkeit und Demokratie“.
Wagenknecht wegen ihrer Positionen eine Nähe zur AfD oder nationalistischer Politik zu unterstellen, hält der Historiker und Journalist Tobias Becker für zu kurz gegriffen, da Wagenknecht gleichzeitig für mehr Flüchtlings- und Entwicklungshilfe, für eine fairere Handelspolitik und für ein Ende westlicher Interventionskriege plädiere. Ihre Aussagen seien durch ein Verständnis für die Sorgen der Migrationsverlierer motiviert, also diejenigen, die im Niedriglohnsektor arbeiten und die Auswirkungen der Migration anders erleben als Besserverdienende.
Klaus Weber hingegen sieht in seinem Buch Wagenknecht – Deutsches Volk & nationaler Sozialismus in der Analyse der Art, wie Wagenknecht die Gesellschaft sieht, erhebliche Überschneidungen der zentralen Begrifflichkeiten von Wagenknecht (Lebensraum, Gemeinschaftsgefühl, Stammesbande) mit den Ausführungen Björn Höckes.
Der Politikwissenschaftler Benjamin Höhne sagte im Juli 2025, dass es bei Wagenknecht schon immer skeptische Töne gegeben habe, was eine Brandmauer und klare Kante gegenüber der AfD betreffe. Hinter ihrem Signalisieren von Gesprächsbereitschaft sieht er auch eine Option für die Unzufriedenen in der Partei, zur jeweils anderen Partei wechseln zu können.

### Verhältnis zum Stalinismus und zur DDR
Im Jahre 1992 beurteilte Wagenknecht in ihrem Artikel Marxismus und Opportunismus die wirtschaftliche Entwicklung der Sowjetunion in der „Stalin-Zeit“ positiv, insofern sich hier die „Entwicklung eines um Jahrhunderte zurückgebliebenen Landes in eine moderne Großmacht während eines weltgeschichtlich einzigartig kurzen Zeitraums“ vollzog. Durch diese „beeindruckende Modernisierungspolitik Stalins“ seien Elend, Hunger, Analphabetismus, halbfeudale Abhängigkeiten und schärfste kapitalistische Ausbeutung überwunden worden.
Nachdem Wagenknecht die schönste ihrer für ihren Bekleidungsstil typischen Blusen zur Verlosung für eine Abo-Werbe-Kampagne der Tageszeitung Junge Welt gespendet hatte, wurde sie 1996 gefragt, wie viele Blusen sie spenden würde, wenn es die DDR wieder gäbe. Sie antwortet: „Natürlich alle, die ich habe“.

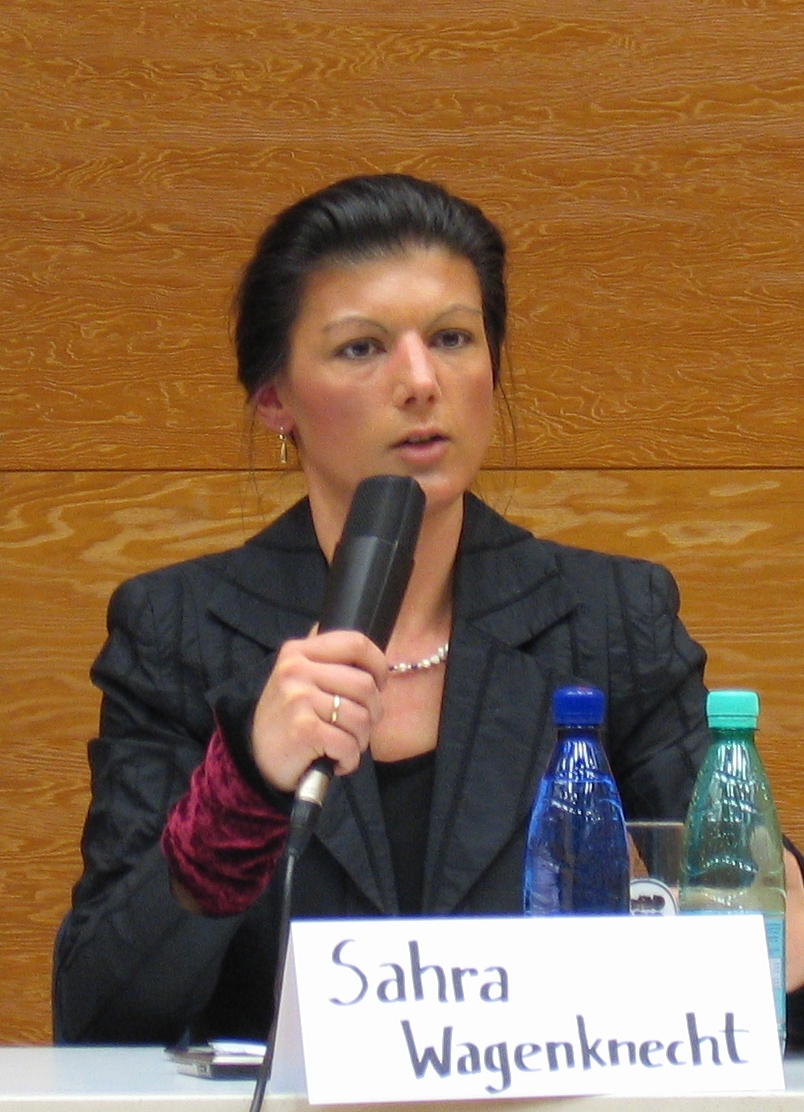
Wagenknecht (2008)

Ihre Haltung zum Stalinismus wurde selbst innerhalb der Linkspartei teilweise als zu unkritisch empfunden und unter anderen von Gregor Gysi und dem Bundestagsabgeordneten Michael Leutert kritisiert. Letzterer sprach sich 2008 gegen ihre Kandidatur als stellvertretende Parteichefin aus, weil sie sich zu wenig vom Stalinismus distanziere. Mit anderen Mitgliedern der Kommunistischen Plattform sprach sich Wagenknecht 2008 gegen ein allgemeines Gedenken in Form eines Gedenksteins auf dem Zentralfriedhof Friedrichsfelde mit der Aufschrift „Den Opfern des Stalinismus“ aus, da sich unter diesen auch Faschisten befunden hätten, drückte aber ihr Mitgefühl mit den unschuldigen Toten aus. Wagenknecht selbst erklärte 2009 ihre umstrittenen Äußerungen zum Stalinismus von 1992 retrospektiv mit „Trotz und Wut über rechte Geschichtsverfälschung“ und distanzierte sich von diesen, da sie „nicht minder einseitig waren als die Geschichtsschreibung des Mainstreams, nur mit umgekehrtem Vorzeichen“.
Noch im Mai 2008 erklärte sie im Spiegel, dass sie den Begriff Diktatur für die DDR (die sie zuvor als „das friedfertigste und menschenfreundlichste Gemeinwesen, das sich die Deutschen im Gesamt ihrer Geschichte bisher geschaffen haben“ bezeichnet hatte) für unangemessen halte. In einem Interview von 2009 setzte sich Wagenknecht kritisch mit dem „repressiven politischen System der DDR“ auseinander, lehnte aber eine Charakterisierung der DDR als Unrechtsstaat ab, weil dies darauf hinauslaufe, sie auf eine Ebene mit der NS-Diktatur zu stellen. Die DDR sei kein demokratischer Staat gewesen, jedoch sei auch im heutigen kapitalistischen System keine echte Demokratie möglich. In einem taz-Interview im April 2010 erklärte sie ihre Aussagen aus den frühen 1990er Jahren als „Trotzreaktion auf dieses gesellschaftliche Klima, in dem ein Schauermärchen über die DDR das nächste jagte“. Deren ökonomisches System sei „überzentralisiert“ gewesen und die politische Repression habe „in völligem Kontrast zu den sozialistischen Idealen“ gestanden. Als die PDS 2002 erklärte, dass es keine Rechtfertigung für die Toten an der Mauer gebe, stimmte Wagenknecht als einziges Mitglied des Bundesparteivorstands gegen diese Positionierung. Sie begründete ihre Ablehnung damit, die PDS dürfe sich nicht von der SPD vorschreiben lassen, wie sie mit ihrer Geschichte umzugehen habe.

### Identitätspolitik
Wagenknecht kritisierte 2021 in ihrem Buch Die Selbstgerechten die Identitätspolitik linker Parteien, die sie für eine Diskussion unter ökonomisch Privilegierten hält und die das gesamtgesellschaftliche Gemeinschaftsgefühl untergrabe. Durch Identitätspolitik seien Bestrebungen für echte Umverteilungspolitik durch Fragen der Anerkennung ersetzt worden. Das Buch erreichte Platz eins in der Sachbuch-Bestsellerliste des Spiegels. Wagenknechts Kritik an „identity politics“ und „wokeness“ machte sie außerhalb Deutschlands zu einer beliebten Gesprächspartnerin rechter Medien als Kronzeugin gegen Sozialdemokratie, Grüne und soziale Bewegungen. Eric Gujer, Chefredaktor der rechtsliberalen Neuen Zürcher Zeitung, führte im November 2021 mit Wagenknecht ein 50-minütiges Interview zum Thema „Identitätspolitik und Cancel-Culture – wie selbstgerecht sind die Linken?“. In einem Interview mit der NZZ hatte Wagenknecht bereits im April 2021 gesagt, wer Identitätspolitik betreibe, kämpfe „nicht für Minderheitenrechte im Sinne von Gleichberechtigung“. Die Identitätspolitik wolle „nicht Gleichheit, sondern Ungleichheit, sie bläst die Unterschiede zwischen Ethnien oder sexuellen Orientierungen zu bombastischen Gegensätzen auf“. Das am 12. April 2024 beschlossene Gesetz über die Selbstbestimmung in Bezug auf den Geschlechtseintrag verurteilte sie in der Bundestagsdebatte am selben Tag als „frauenfeindlich“ und „gefährlichen Irrsinn“. Es mache Eltern und Kinder zu „Versuchskaninchen einer Ideologie, von der nur die Pharmalobby und die Pharmaindustrie profitieren“. Bereits im Juni 2023, noch als Linken-Abgeordnete, warnte sie vor dem Gesetz: „Ich halte das für eine von Ideologie getriebene Politik, für die man in bestimmten Sekten bejubelt wird.“ Sie stellte die Frage, „wie stark Frauenräume noch geschützt sind, wenn sich jeder Mann beliebig zur Frau erklären kann“. In einem Interview im April 2024 sagte sie, man habe „ein Problem, wenn normale Menschen mit einer klassischen Familie sich nicht mehr wertgeschätzt fühl[t]en und jemand, der weiß, männlich und heterosexuell ist, sich fast schon dafür entschuldigen“ müsse.

### Corona-Politik
Während der COVID-19-Pandemie äußerte Wagenknecht im November 2021, dass sie die Impfung als eine individuelle Entscheidung ansehe und nur ältere Menschen und Risikogruppen sich auf jeden Fall impfen lassen sollten. Die Bundesregierung hatte angesichts der vierten Pandemie-Welle verstärkt zu Impfungen aufgerufen, um eine Überlastung der Krankenhäuser zu verhindern. Zudem behauptet sie, Long COVID, also die möglichen Langzeitfolgen einer Coronaerkrankung, sei umstritten. Führende Mitglieder der Linken gingen auf Distanz zu Wagenknechts Position. Für die Überlastung in Krankenhäusern macht Wagenknecht vor allem den Personalmangel verantwortlich, der durch schlechte Arbeitsbedingungen und niedrige Bezahlung verursacht worden sei. Die Corona-Politik sollte sich ihrer Meinung nach vor allem darauf konzentrieren, diese Missstände zu beheben.
Eine generelle Impfpflicht im Fall von COVID-19 lehnte sie ab, da von COVID-19 nicht alle Teile der Bevölkerung gleichermaßen betroffen seien und die Impfpflicht auch nicht mit dem Ziel der Ausrottung des Virus gerechtfertigt werden könne. Gegenüber dem Spiegel vertrat sie die Ansicht, der Impfstoff sei neuartig und schwer einzuschätzen. Im Dezember 2021 stimmte sie gegen einen Gesetzentwurf, der eine Pflicht zur Impfung gegen das Coronavirus für Beschäftigte aus bestimmten Arbeitsfeldern vorsah.

### Außenpolitik

#### Nahostpolitik und Kontroverse zu Schimon Peres
Als der israelische Staatspräsident Schimon Peres am Tag des Gedenkens an die Opfer des Nationalsozialismus 2010 als Gast im Deutschen Bundestag sprach, erhoben sich die Abgeordneten Christine Buchholz, Sevim Dağdelen und Wagenknecht zum Schlussapplaus nicht von ihren Sitzen. Sie wurden deswegen öffentlich und parteiintern kritisiert, so erklärte der Berliner Landeschef der Linkspartei, Klaus Lederer, das Verhalten der Abgeordneten für „inakzeptabel“, Michael Leutert erklärte sie für „nicht wählbar“. Hingegen erhielt Wagenknecht Zuspruch von der NPD. Wagenknecht rechtfertigte ihr Verhalten später:

„Zum Gedenken an die Opfer des Holocaust habe ich mich selbstverständlich von meinem Platz erhoben. Dass ich nach der Rede von Shimon Peres nicht an den stehenden Ovationen teilgenommen habe, liegt darin begründet, dass ich einem Staatsmann, der selbst für Krieg mitverantwortlich ist, einen solchen Respekt nicht zollen kann.“

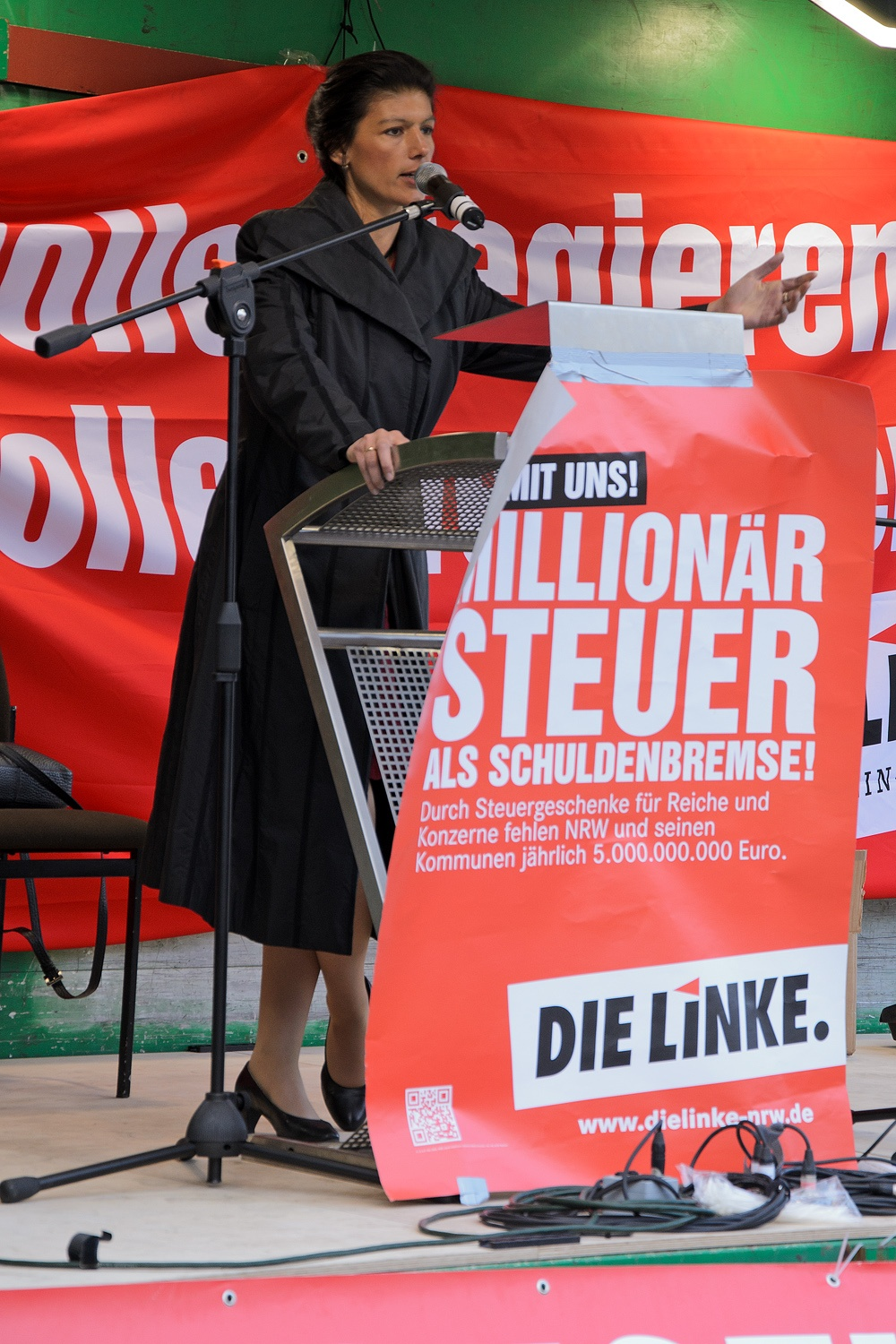
Wagenknecht im Jahr 2012

2012 in einem Radio-Interview darauf angesprochen, erklärte sie nochmals:

„Wir haben uns alle erhoben, alle Abgeordneten der Linken, als es darum ging, der Opfer des Holocaust zu gedenken, und das wäre ja auch eine Unverschämtheit gewesen, zu diesem Anlass sitzen zu bleiben. Ich bin sitzen geblieben am Ende der Rede von Peres, weil Peres diese Rede – was ich sehr bedauerlich fand – eben auch genutzt hat, nicht nur zum Gedenken, sondern eben auch um aktuelle Nahostpolitik anzusprechen und teilweise dort auch Passagen drin waren, die schon als Kriegsvorbereitung in Richtung Iran interpretiert werden mussten. Und da muss ich sagen, bei einer solchen Rede kann ich am Ende nicht aufstehen, weil ich bin eine Kriegsgegnerin, ich lehne Kriege ab, und ich hoffe jetzt auch, dass es keinen Krieg im Nahen Osten geben wird.“

#### Syrienkrieg und Auflösung der NATO
2016 äußerte sie über den russischen Militäreinsatz in Syrien gegenüber Russia Today, es brauche für einen Frieden „mehr Kooperation mit Russland und nicht mehr Konfrontation“, sie fordere für eine weltweite Sicherheitsordnung unter Einbezug Russlands die Auflösung der NATO. In einer Talkshow von Maybrit Illner aus dem Jahr 2016 vertrat Wagenknecht die These, dass der syrische Bürgerkrieg das Ergebnis eines gescheiterten Pipelineprojektes sei.

#### Russlandpolitik und russisch-ukrainischer Krieg
Wagenknecht vertritt die Ansicht, gute Beziehungen zu Russland seien im Interesse Europas. Sie beruft sich dabei auf die deutsche Außenpolitik unter Willy Brandt, die Neue Ostpolitik. Nach ihren Worten hat der Westen Putin provoziert, ihm hingegen gehe es um Sicherheitsgarantien. Für den russischen Truppenaufmarsch entlang der ukrainischen Grenze machte sie die USA verantwortlich. Putin sei kein „durchgeknallter Nationalist“ und hätte gar kein Interesse an einer Aggression gegen die Ukraine. Ein russischer Einmarsch würde lediglich von den USA herbeigeredet, wobei da wohl „der Wunsch der Vater des Gedanken“ sei. Wegen ihres Werbens um Verständnis für den Kurs des russischen Präsidenten Wladimir Putin gegenüber der Ukraine bekam Wagenknecht in mehreren Medien das Etikett „Putin-Versteherin“. Putin werde zu Unrecht als irrational verkannt, er sei ein berechenbarer Machtpolitiker, sagt sie. Nach dem russischen Überfall auf die Ukraine am 24. Februar 2022 gestand sie ein, sich in ihrer Lagebeurteilung geirrt zu haben: „Dass Putin tatsächlich so weit gehen würde, wie er es jetzt getan hat, hätte ich nicht für möglich gehalten. In der Einschätzung seiner Person und Berechenbarkeit habe ich mich leider geirrt.“ Für diesen „völkerrechtswidrigen Krieg“ gebe es keine Rechtfertigung oder Entschuldigung.
Wagenknecht gehörte zu den Unterzeichnern einer am 1. März 2022 veröffentlichten Erklärung von sieben Vertretern der Linken, nach der die „von den USA in den letzten Jahren betriebene[n] Politik“ für die entstandene Lage mitverantwortlich ist. Ein zentraler Grund für das schlechte Verhältnis zwischen Russland und dem Westen sei die NATO-Osterweiterung. Auch wurden in der Erklärung die Waffenlieferungen an die Ukraine sowie die Sanktionen gegen Russland seit dem Überfall auf die Ukraine kritisiert. Gregor Gysi widersprach der Erklärung und warf den Unterzeichnern vor, ihr Weltbild von der bösen NATO retten zu wollen, diese habe aber diesmal nichts falsch gemacht. Waffenlieferungen zu verweigern, sei indirekt identisch mit der Leugnung des Rechtes auf Selbstverteidigung. Im April forderte Wagenknecht, mehr auf Verhandlungen und Deeskalation zu setzen.
Am 19. Mai 2022 warf sie der ukrainischen Regierung vor, die Verhandlungen mit der russischen Seite nach dem Massaker von Butscha abgebrochen zu haben, was sie nicht nachvollziehen könne. Gerade das Massaker sei ein Grund gewesen, die Gespräche fortzuführen, ein Waffenstillstand habe kurz bevorgestanden. Auch die USA hätten in Afghanistan und dem Irak Kriegsverbrechen begangen. Diese seien auch nicht an einem Kompromiss, sondern an einem langen Krieg interessiert, um Russland zu schwächen. Als Beleg nannte sie Aussagen des US-Verteidigungsministers, die sie verkürzt zitierte.
Am 8. September 2022 sorgte Wagenknecht mit einer Bundestagsrede für Empörung, als sie der Regierung vorwarf, „einen beispiellosen Wirtschaftskrieg gegen unseren wichtigsten Energielieferanten vom Zaun zu brechen“. Sie forderte das Ende der Russland-Sanktionen und erhielt Applaus aus Teilen ihrer Fraktion – ein anderer Teil war der Sitzung ferngeblieben – und aus der AfD-Fraktion. Die Linkenabgeordneten Henriette Quade, Katharina König-Preuss und Juliane Nagel schrieben an Parteivorstand und Bundestagsfraktion einen offenen Protestbrief, denen sich hunderte Unterstützer anschlossen. Der ehemalige Linken-Parteivorsitzende Bernd Riexinger widersprach auf Twitter Wagenknechts Deutung des Konflikts und verlangte, es dürfe keine Zweifel geben, „auf welcher Seite die Linke steht“. Nach Angaben der Pressestelle der Linkspartei sind nach Wagenknechts Aussage im September 2022 innerhalb weniger Wochen 809 Mitglieder aus der Partei ausgetreten, so viele wie nie zuvor in der Geschichte der Linkspartei. Der Chef des Deutschen Paritätischen Wohlfahrtsverbandes, Ulrich Schneider, trat damals ebenfalls aus der Linkspartei aus und begründete seinen Austritt mit Wagenknechts Rede.
Hinsichtlich der Russlandpolitik der Bundesregierung kritisiert Wagenknecht insbesondere die mitregierenden Grünen, die sie im Oktober 2022 als die „derzeit […] gefährlichste Partei, die wir aktuell im Bundestag haben“, bezeichnete, und begründet dies unter anderem mit den Auswirkungen der Russlandpolitik auf die deutsche Wirtschaft. Daraufhin distanzierten sich innerhalb der Bundestagsfraktion der Linken zahlreiche Genossen von ihr, da sie dadurch die AfD, die ebenfalls im Bundestag sitzt, verharmlost habe. Zusammen mit Alice Schwarzer verfasste sie das am 10. Februar 2023 veröffentlichte Manifest für Frieden, in dem Bundeskanzler Olaf Scholz aufgefordert wird, nach dem russischen Überfall auf die Ukraine „die Eskalation der Waffenlieferungen zu stoppen“ und stattdessen für Diplomatie und Verhandlungen einzutreten, indem er sich an die Spitze einer Allianz für einen Waffenstillstand stellt. Der Aufruf und die darin angekündigte Kundgebung Aufstand für Frieden, auf der Wagenknecht sprach, wurden in der Öffentlichkeit kontrovers diskutiert. Der AfD-Politiker Björn Höcke lobte den Aufruf Wagenknechts ausdrücklich und sah übereinstimmende Positionen, aufgrund derer er sie zu einem Eintritt in die AfD einlade. Die österreichische Tageszeitung Kurier kommentierte eine Talksendung mit Wagenknecht und Schwarzer: „Den Vorwurf, den russischen Interessen zuzuarbeiten, konnten sie nicht glaubhaft zerstreuen.“
Im April 2023 berichtete die Washington Post im Rahmen der Enthüllung von Geheimdokumenten, dass in Russland Pläne entwickelt worden seien, in Deutschland eine politische Querfront aus AfD, Wagenknecht und linksextremen Kräften zu initiieren und zu unterstützen, deutschlandweite Proteste gegen die Bundesregierung und deren Unterstützung der Ukraine zu bilden, wobei hohe russische Beamte Kontakte zu einer Person aus dem Umfeld Wagenknechts aufgenommen hätten. Wagenknecht bestritt gegenüber der Washington Post, dass sie mit der AfD oder mit russischen Stellen Kontakt pflege oder eine Kooperation habe. Am 28. Mai 2023 veröffentlichte Der Spiegel jedoch einen Artikel, aus dem hervorgeht, dass ihm Screenshots vorlägen, die belegen, dass Wagenknecht trotz bisheriger gegenteiliger Beteuerungen weiterhin in regem Austausch mit ihrem Ex-Ehemann Ralph Thomas Niemeyer stünde, der als Teil der Reichsbürgerbewegung gilt und der sich 2022/2023 als selbsternannter „Exil-Kanzler“ in Moskau mit mehreren russischen Regierungsvertretern zu Verhandlungen über die zukünftige deutsche Regierung traf.
Beim Gründungsparteitag des Bündnisses Sahra Wagenknecht – Vernunft und Gerechtigkeit (BSW) Ende Januar 2024 forderte sie erneut ein Ende der Sanktionen gegen Russland sowie der Waffenlieferungen an die Ukraine.
Zum Tod des russischen Oppositionspolitikers Alexej Nawalny im Februar 2024 kommentierte Wagenknecht: „Der frühe Tod von Alexej Nawalny ist schockierend. Auch wenn noch offen ist, woran Putins Kritiker genau gestorben ist. Fest steht: Nawalny wurde Opfer des autokratischen Systems im heutigen Russland.“
Im Frühjahr 2024 verband sie in zwei Interviews die von ihr geforderten Friedensverhandlungen zwischen der Ukraine und Russland mit dem Vorschlag, die Bevölkerung in von Russland besetzten ukrainischen Gebieten in einem von den Vereinten Nationen beaufsichtigten Referendum über ihre Staatszugehörigkeit abstimmen zu lassen. Sie skizzierte außerdem, wie ein Friedensabkommen aussehen könne, und schloss dabei auch Sicherheitsgarantien bzw. eine militärische Beistandspflicht für die Ukraine nicht aus, sollte Russland ein Friedensabkommen brechen. Als Garantiemächte könne sie sich China, die Türkei oder Frankreich vorstellen. Überdies forderte sie, für Verhandlungen Gerhard Schröders „Draht zum russischen Präsidenten“ zu nutzen. In der ARD-Sendung Maischberger, in der sie das Fernbleiben der BSW-Abgeordneten bei einer Rede des ukrainischen Präsidenten Wolodymyr Selenskyj im Bundestag verteidigte, beschrieb sie den Krieg in der Ukraine als „Stellvertreterkrieg“ zwischen der NATO und Russland.
Als der CDU-Politiker Frank Sarfeld in der britischen Times äußerte, Wagenknecht akzeptiere den illegalen Krieg, den Putin in der Ukraine gestartet habe, beantragte sie den Erlass einer einstweiligen Verfügung dagegen. Mit dem Antrag scheiterte sie sowohl vor dem Landgericht als auch vor dem Oberlandesgericht Köln, da die Aussage weder eine Schmähkritik noch ein Fehlzitat darstelle. Vielmehr sei Sarfelds Äußerung von der Meinungsfreiheit gedeckt.
Wie aus Papieren der russischen Akademie der Wissenschaften hervorgeht, die dem ARD-Magazin Kontraste sowie der Zeit vorliegen, sehen russische Analysten in Wagenknecht eine wichtige Verbündete gegen „anti-russische Kräfte“ in Deutschland und Europa und sprechen sich für engere Kontakte zu ihr aus.
Im Dezember 2024 erklärte Wagenknecht, sie „verurteile diesen Krieg“. Sie „halte Politiker, die Kriege beginnen – und das gilt auch für Wladimir Putin – für Verbrecher“.
Im Januar 2025 forderte Wagenknecht erneut, an russischen Gasimporten festzuhalten und die Sanktionen gegen Russland zu beenden. Man müsse die „Energieimporte schlicht wieder am Kriterium des niedrigsten Preises ausrichten und nicht an irgendeiner Doppelmoral und Ideologie“. Sanktionen hätten „nichts mit Moral, nichts mit Menschenrechten, nichts mit Friedensliebe zu tun“; sie seien Konjunkturprogramme für die US-Wirtschaft und „und ein Killerprogramm für deutsche und europäische Unternehmen“.

## Privates

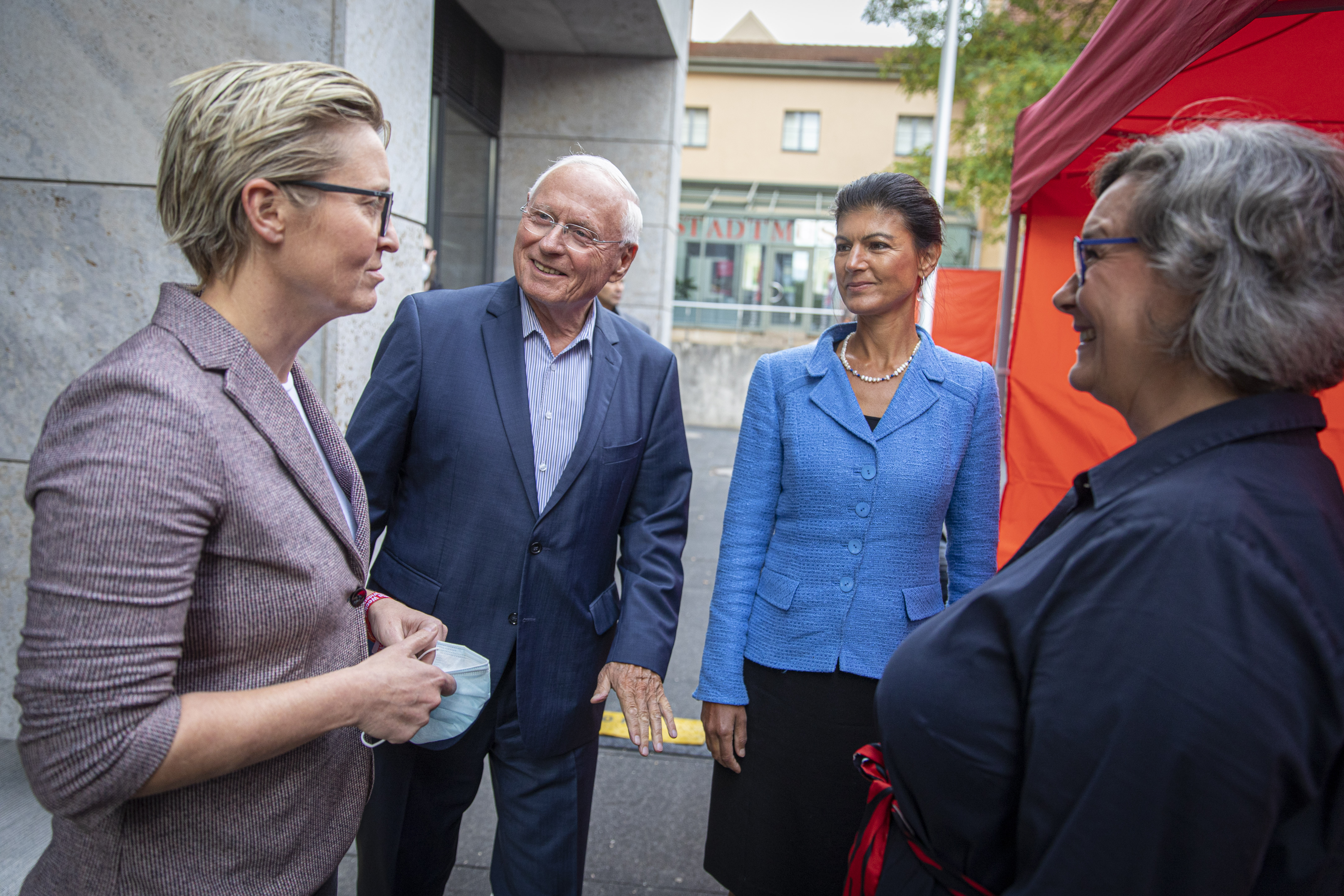
Wagenknecht mit ihrem Ehemann Oskar Lafontaine (im Jahr 2021)

Im Mai 1997 heiratete Wagenknecht den Publizisten Ralph Thomas Niemeyer. Die Ehe mit Niemeyer wurde im März 2013 geschieden. In einem Artikel des Magazins Der Spiegel vom Mai 2023 gibt der Autor an, dass Wagenknecht weiterhin mit Niemeyer in Kontakt stehe.
Im November 2011 erklärte Oskar Lafontaine (ehemaliger SPD-Politiker und Kanzlerkandidat, ehemaliger Ministerpräsident des Saarlandes sowie späterer Partei- und Fraktionsvorsitzender der Linken) er und Wagenknecht seien „eng befreundet“ – beide Politiker lebten zu dieser Zeit bereits getrennt von ihren Ehepartnern. Seit Juni 2012 wohnen sie zusammen im saarländischen Merzig nahe der Grenze zu Frankreich. Seit dem 22. Dezember 2014 ist Wagenknecht mit Lafontaine verheiratet.

## Trivia

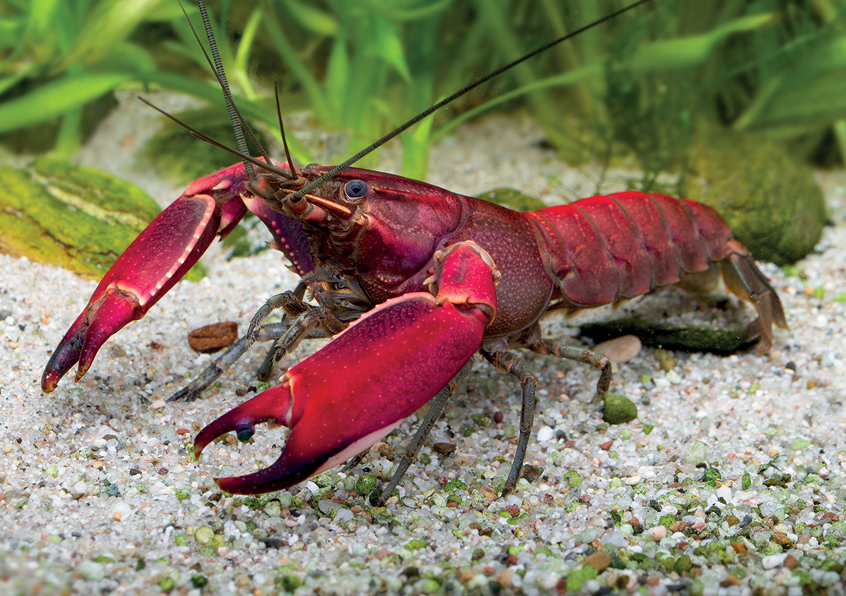
Krebsart Cherax wagenknechtae

Der deutsche Forscher Christian Lukhaup und der Biologe Rury Eprilurahman benannten im Jahre 2022 eine in Indonesien entdeckte und von ihnen erstbeschriebene rot gefärbte Krebsart Cherax wagenknechtae. Laut dem Spiegel möchte Lukhaup dadurch Wagenknechts Engagement „für eine bessere und fairere Zukunft“ würdigen.

## Schriften
- Zu jung, um wahr zu sein? Gespräche mit Sahra Wagenknecht. Interview-Band von Hans-Dieter Schütt. Dietz, Berlin 1995, ISBN 3-320-01874-4.
- Die PDS zwischen Antikapitalismus und Sozialdemokratie. Diskussionsbeitrag auf der Bundeskonferenz der Kommunistischen Plattform der PDS am 25./26. Februar 1995 (= Rote Hefte. H. 2). JUKO, Hamburg 1995.
- mit André Brie, Reiner Oschmann: „Wie macht sich die PDS nicht überflüssig?“ ND im Club – Streitgespräch – Ein Tonbandprotokoll. Neues Deutschland, Berlin 1996.
- mit Jürgen Elsässer: Vorwärts und vergessen? Ein Streit um Marx, Lenin, Ulbricht und die verzweifelte Aktualität des Kommunismus. KVV Konkret, Hamburg 1996, ISBN 3-930786-06-0.
- Antisozialistische Strategien im Zeitalter der Systemauseinandersetzung. Zwei Taktiken im Kampf gegen die sozialistische Welt. Pahl-Rugenstein, Bonn 1995, ISBN 978-3-89144-205-0.
- Vom Kopf auf die Füße? Zur Hegelkritik des jungen Marx, oder: Das Problem einer dialektisch-materialistischen Wissenschaftsmethode. Pahl-Rugenstein, Bonn 1997, ISBN 3-89144-231-9 (Zugl.: Groningen, Univ., Mag.-Arb., 1996).
- mit Gerhard Zwerenz: Die grundsätzliche Differenz. Ein Streitgespräch in Wort und Schrift. Dingsda, Querfurt 1999, ISBN 3-928498-72-X.
- Kapital, Crash, Krise … Kein Ausweg in Sicht? Fragen an Sahra Wagenknecht. Pahl-Rugenstein, Bonn 1998, ISBN 3-89144-250-5.
- Die Mythen der Modernisierer. Dingsda, Querfurt 2001, ISBN 3-928498-84-3.
- Kapitalismus im Koma. Eine sozialistische Diagnose. Edition Ost, Berlin 2003, ISBN 3-360-01050-7.
- (Hrsg.) Aló Presidente. Hugo Chavez und Venezuelas Zukunft. Edition Ost, Berlin 2004, ISBN 3-360-01055-8.
- Was ist und was mißt Wert? Die Marxsche Arbeitswerttheorie (PDF; 206 kB). sahra-wagenknecht.de, 2005.
- (Hrsg.) Armut und Reichtum heute. Eine Gegenwartsanalyse. Edition Ost, Berlin 2007, ISBN 978-3-360-01084-1.
- Wahnsinn mit Methode. Finanzkrise und Weltwirtschaft. Das Neue Berlin, Berlin 2008, ISBN 978-3-360-01956-1.
- Freiheit statt Kapitalismus. Wie wir zu mehr Arbeit, Innovation und Gerechtigkeit kommen. Eichborn, Berlin 2011, ISBN 978-3-8218-6546-1.
- Freiheit statt Kapitalismus. Über vergessene Ideale, die Eurokrise und unsere Zukunft. 2., erweiterte Auflage. Campus, Frankfurt am Main 2012, ISBN 978-3-593-39731-3 (ungekürzte Taschenbuchausgabe: dtv, München 2013, ISBN 978-3-423-34783-9).
- Kapitalismus, was tun? Schriften zur Krise. Das Neue Berlin, Berlin 2013, ISBN 978-3-360-02159-5.
- The Limits of Choice. Saving Decisions and Basic Needs in Developed Countries. Campus, Frankfurt am Main 2013, ISBN 978-3-593-39916-4 (Zugl.: Chemnitz, Techn. Univ., Diss., 2012).
- Reichtum ohne Gier. Wie wir uns vor dem Kapitalismus retten. Campus, Frankfurt am Main 2016, ISBN 978-3-593-50516-9.
- Couragiert gegen den Strom. Über Goethe, die Macht und die Zukunft. Nachgefragt und aufgezeichnet von Florian Rötzer. Westend Verlag, Frankfurt am Main 2017, ISBN 978-3-86489-187-8. Leseprobe (PDF; 792 kB).[220]
- Die Selbstgerechten. Mein Gegenprogramm – für Gemeinsinn und Zusammenhalt. Campus, Frankfurt am Main 2021, ISBN 978-3-593-51390-4.

## Film und Interview
- Trotz und Treue – Das Phänomen Sahra Wagenknecht (2024), Produktion des MDR. Die vierteilige Dokumentation schildert den politischen Werdegang von Sahra Wagenknecht. (Videos in der ARD Mediathek, Beschreibung bei DasErste.de)
- Der Bruch. Sahra Wagenknecht und Die Linke (2023), Koproduktion von NDR und RBB. Die Dokumentation begleitet ein Jahr lang Sahra Wagenknecht, wie sie sich von ihrer alten Partei entfremdet.
- Wagenknecht (2020), Regie: Sandra Kaudelka. Der Dokumentarfilm begleitet Wagenknecht und ihr Team vom Bundestagswahlkampf 2017 bis zu ihrem Rücktritt aus der Spitzenpolitik 2019.[221]
- Interview von Günter Gaus mit Sahra Wagenknecht: Zur Person: Günter Gaus im Gespräch (2004 im RBB, Video, Text)